# Campeonato nacional de Estados Unidos 1892
Lista de los campeones del Campeonato nacional de Estados Unidos de 1892:

## Senior

### Individuales masculinos
Oliver Campbell vence a  Fred Hovey, 7–5, 3–6, 6–3, 7–5

### Individuales femeninos
Mabel Cahill vence a  Elisabeth Moore, 5–7, 6–3, 6–4, 4–6, 6–2

### Dobles masculinos
Oliver Campbell /  Bob Huntington vencen a  Valentine Hall /  Edward Hall,  6–4, 6–2, 4–6, 6–3

### Dobles femeninos
Mabel Cahill /  Adeline McKinlay vencen a  Helen Day Harris /  Amy Williams, 6–1, 6–3

### Dobles mixto
Mabel Cahill /  Clarence Hobart vencen a  Elisabeth Moore /  Rodmond V. Beach, 6–3, 6–4
| Predecesor: 1891                         | Campeonato nacional de Estados Unidos 1892 | Sucesor: 1893                         |
| Predecesor: Campeonato de Wimbledon 1892 | Grand Slam 1892                            | Sucesor: Campeonato de Wimbledon 1893 |

- Datos: Q2620561